# Las santísimas
Las santísimas es una telenovela colombiana creada por Luis Felipe Salamanca, producida por Teleset para RCN Televisión y MundoFox. Está protagonizada por Kathy Sáenz y Ernesto Calzadilla junto a Alejandra Azcárate, Margarita Ortega, Majida Issa, Carolina Cuervo y Jacqueline Arenal. Además, contó con las participaciones antagónicas de Helena Mallarino y Ricardo Vélez.  
Internacionalmente se estrenó en Estados Unidos el 13 de agosto de 2012 en MundoFox y concluyó el 28 de enero de 2013. En Colombia se estrenó el  lunes 24 de agosto de 2015 por RCN Televisión a las 10:30 p. m. con 8.4 puntos de rating  y finalizando el día 22 de junio de 2016 con 3.8 puntos de rating. Originalmente iba a ser estrenada en Colombia en el año 2012, pero debido a un escándalo de Alejandra Azcárate, debido a una columna hecha sobre las mujeres obesas se aplazó

## Sinopsis
Las Santísimas es la historia de Helena y de su grupo de amigas íntimas: Ana, Candelaria, Irene y Francisca; cinco mujeres cercanas a los cuarenta años que tienen experiencias de vida muy diversas, pero en común la búsqueda de sí mismas y de la tan anhelada felicidad. Ellas se hacen llamar a sí mismas las “Santísimas”, pues todas tienen nombres de santas o mártires.
Helena tuvo a los veinte años a Joaquín, su hijo, quien es la razón de su existencia, la motivación para su desarrollo profesional y el eje de todos sus afectos. Cuando finalmente siente que ha hecho ya gran parte de su tarea con él y está dispuesta a darse su oportunidad en el amor con Carlos, éste fallece en la noche de bodas, dejándola absolutamente devastada. Pero sus amigas de la vida vendrán a rodearla y serán cómplices y testigos de la que será su nueva posibilidad en el amor: su relación con Federico, un amigo del pasado de Carlos que vuelve al país tras veinte años de vida en el exterior, y quien poco a poco conquistará su corazón. Las amigas de Helena tendrán que resolver a su vez sus propios asuntos: Ana, una mujer independiente y ejecutiva, cuyos logros profesionales no corresponden con sus logros afectivos, y quien se involucrará en una relación con un inesperado hombre menor que, para colmo de males, es el hijo de su mejor amiga Helena. Candelaria, la “santísima” más convencional, en su papel de esposa y madre entregada, ha soportado la tiranía y maltrato de Juan, su esposo, quien finalmente la abandona y le permite empezar un interesante proceso de búsqueda de sí misma. Irene, la niña consentida condicionada por su aristocrática cuna, a quien nadie ni nada la satisface y que piensa que está condenada a seguir el destino asignado por su familia para ella; para su sorpresa, un hombre que no es de su condición social le hará descubrir que el amor y, no los balances bancarios, es el que decide el camino del corazón. Francisca, la más joven de las amigas, quien en su obsesiva búsqueda por encontrar marido, tendrá que reconocer el inmenso error de tratar de reproducir la familia perfecta que perdió cuando joven, exigiendo y soñando con unos requisitos que la vida no otorga, si no existe de por medio el amor. Las Santísimas también es la historia de Carmen, una mujer humilde y trabajadora, que tendrá que enfrentar un mundo hostil para sacar adelante su proyecto de vida que no es otro que darle un futuro digno a su hijo de siete años, Andrés.
Las “Santísimas” se verán obligadas a afrontar, además de sus propios conflictos internos, la cerrada oposición de quienes se empeñan en obstaculizar e impedir la búsqueda y encuentro de su felicidad y realización como mujeres.

## Reparto

### Principal
En orden de aparición
| Artista                 | Personaje                             |
| ----------------------- | ------------------------------------- |
| Kathy Sáenz             | Helena Ortega viuda de Vidal          |
| Ernesto Calzadilla      | Federico Díaz                         |
| Alejandra Azcárate      | Ana Villegas                          |
| Carolina Cuervo         | Francisca Ramírez                     |
| Jacqueline Arenal       | Candelaria Penagos Hurtado de Lizcano |
| Margarita Ortega        | Irene Escobar Pasquini                |
| Majida Issa             | Carmen Pulido Ramos                   |
| Helena Mallarino        | Enriqueta Díaz                        |
| Carlos Torres           | Joaquín Ortega                        |
| George Slebi            | Darío Vidal Díaz                      |
| Ricardo Vélez           | Juan Francisco Lizcano                |
| Orlando Valenzuela      | Steven Martínez                       |
| Gloria Gómez            | Berenice Hurtado Vda. de Penagos      |
| Jean Paul Leroux        | Ricardo Arciniegas                    |
| Gustavo Ángel           | Camilo Rubén "El Puma" Valenzuela     |
| María Cristina Pimiento | Silvia Lizcano Penagos                |
| Andrea Gómez            | Lina Pulido Ramos                     |
| Yuri Vargas             | Carol Rivera                          |
| Pilar Álvarez           | Elvia Ramos viuda de Pulido           |
| Juan David Manrique     | Andres Pulido                         |
| Cristian Ruiz           | Juan Manuel Vidal Díaz                |

### Secundario
En orden alfabético
| Artista             | Personaje                |
| ------------------- | ------------------------ |
| Astrid Junguito     | Rosario de Rivera        |
| Cristina Campuzano  | Mariana Pabón            |
| Fernando Lara       | Don Chucho               |
| Jairo Guerrero      | Esteban Arciniegas       |
| Jairo Ordóñez       | Jairo "Bocadillo"        |
| Juan Calderón       | Lucas                    |
| Julián Mora         | Boris Alexis Pinzón      |
| Juliana Botero      | Sofia Arciniegas         |
| Linda Carreño       | Magaly Rodríguez Tinjacá |
| Valentina Gómez     | Marlen                   |
| Lorena Tobar        | Adelaida Pasquini        |
| Marco Antonio López | Ramón Rivera             |
| Paula Barreto       | Diana                    |
| Pedro Pallares      | Alberto Piedrahíta       |
| Sebastián Martínez  | Esteban Figueroa         |

### Especial
| Artista               | Personaje         | Rol                                          |
| --------------------- | ----------------- | -------------------------------------------- |
| Álvaro Castillo       |                   | Director de televisión                       |
| Andrés Martínez       | Diego             | Papá de Joaquín                              |
| Andrés Ruiz           |                   | Médico de Ana                                |
| Bayardo Ardila        | Nicanor Baquero   | Médico de Mariana                            |
| Constanza Gutiérrez   | Vilma             | Mamá de Steven                               |
| Fabián Mendoza        | Rodrigo silva     | Ladrón de cuadros                            |
| Humberto Dorado       | Ernesto           | Pretendiente de Francisca                    |
| Gustavo Mortiz        | Antoine           | Director de televisión                       |
| Isabella Córdoba      | Nadia Márquez     | Amiga de Federico y pretendiente de Darío    |
| Javier Delgiudice     | Carlos Vidal      | Difunto marido de Helena y Enriqueta         |
| Jorge López           | Jorge Pinzón      | Director de la academia donde estudia Camen  |
| Jorge Perez           | Giovanny Motta    | Papá de Andrés                               |
| Juan Carlos Messier   | Daniel Sanmiguel  | Amigo de Federico                            |
| Juan Manuel Oróstegui | Doctor Merizalde  | Médico de Mariana                            |
| Juan Pablo Espinosa   | Santiago          | Pretendiente de Francisca                    |
| Julián Román          | Simón Samper      | Estafador. Pretendiente de Francisca         |
| Julio Correal         | Armando           | Antiguo Proxeneta de Marlen                  |
| Julio Pachón          | Dagoberto Mejía   | Vecino de Enriqueta. Papá biológico de Carol |
| Marcela Valencia      | Haydée Rivera     | Mamá biológica de Carol Hermana de Ramón     |
| María José Vargas     | Sandra            | Amiga de Andrés                              |
| Mijail Mulkay         | Alejandro Camargo | Arquitecto, amigo de Las Santísimas          |

## Premios y nominaciones

### Premios TVyNovelas
| Año  | Categoría                                     | Nominado           | Resultado |
| ---- | --------------------------------------------- | ------------------ | --------- |
| 2016 | Mejor Telenovela                              | Mejor Telenovela   | Nominada  |
| 2016 | Protagonista Femenina Favorita De Telenovela  | Alejandra Azcárate | Nominada  |
| 2016 | Protagonista Masculino Favorito De Telenovela | Ernesto Calzadilla | Nominado  |
| 2016 | Villana Favorita De Telenovela                | Yuri Vargas        | Nominada  |
| 2016 | Villano Favorito De Telenovela                | Ricardo Vélez      | Nominado  |
| 2016 | Actor De Reparto Favorito De Telenovela       | Carlos Torres      | Nominado  |